# Leben ohne Chris
Leben ohne Chris (en français Vivre sans Chris) est une comédie musicale de Wolfgang Böhmer sur un livret de Peter Lund.

## Argument
Christopher Bohrmann décède deux jours après son 18e anniversaire dans un accident de scooter. Un ange vient le chercher, mais Chris n'a pas encore fini sa vie. Dans des flashbacks, on apprend comment Chris a vécu, on éprouve le traitement du chagrin dans son cercle d'amis et on a également une vision du monde sans Chris.

## Histoire
Leben ohne Chris est écrit spécialement pour les diplômés de l'université des arts de Berlin, où l'auteur et metteur en scène Peter Lund est professeur. La première a lieu grâce à une coopération de longue date entre l'université et le Neuköllner Oper. La première mondiale y a lieu le 2 avril 2009.
Le 31 mai 2012, a lieu la première en Autriche de Leben ohne Chris, à Vienne. Mis en scène par Jürgen Kapaun, la comédie musicale est produite par la compagnie musicale EMDIS STAGE en coproduction avec des étudiants et diplômés du Vienna Konservatorium.

## Ensembles et productions
| Ensemble du spectacle de Berlin (2009) Équipe technique Direction musicale : Hans-Peter Kirchberg / Andreas Altenhof Mise en scène : Peter Lund Chorégraphie : Neva Howard Scénographie : Ulrike Reinhard Costume : Claudio Aguirre/Andrea Schmidt Distribution Tobias Bieri : Michael Christopher Brose : Chris Julia Gámez Martin : Anna Magdalena Ganter : Lisa Karoline Goebel : Nadja Katrin Höft : Birgit Dennis Jankowiak : Danny Stefan Rüh : Henne Jasmin Schulz : Manu Sebastian Alexander Stipp : Matze | Ensemble du spectacle de Vienne (2012) Équipe technique Direction musicale : Gabor Rivo Mise en scène : Jürgen Kapaun Chorégraphie : Tino Heinze Scénographie : Jürgen Kapaun Costume : Jürgen Kapaun Darsteller Florian Fitz : Michael Philipp Dürnberger : Chris Anna Knott/Ulrike Figgener : Anna Sophia Gorgi/Martina Pallinger : Lisa Sarah Kornfeld : Nadja Silke Müllner : Birgit Florian Wischenbart : Danny Georg Hasenzagl : Henne Isabel Meili : Manu Thomas Rapatz : Matze |

## Source de la traduction
- (de) Cet article est partiellement ou en totalité issu de l’article de Wikipédia en allemand intitulé « Leben ohne Chris » (voir la liste des auteurs).

1. ↑  (de) Frederik Hanssen, « Chris die Tür nich’ zu », sur Der Tagesspiegel, 2009 (consulté le 8 novembre 2021)